# Cosmoconus japonicus
Cosmoconus japonicus là một loài tò vò trong họ Ichneumonidae.